# Asterope benguelae
Asterope benguelae is een vlinder uit de onderfamilie Biblidinae van de familie Nymphalidae. De wetenschappelijke naam van de soort is voor het eerst geldig gepubliceerd in 1872 door Thomas Algernon Chapman.